# Travestismo fetichista

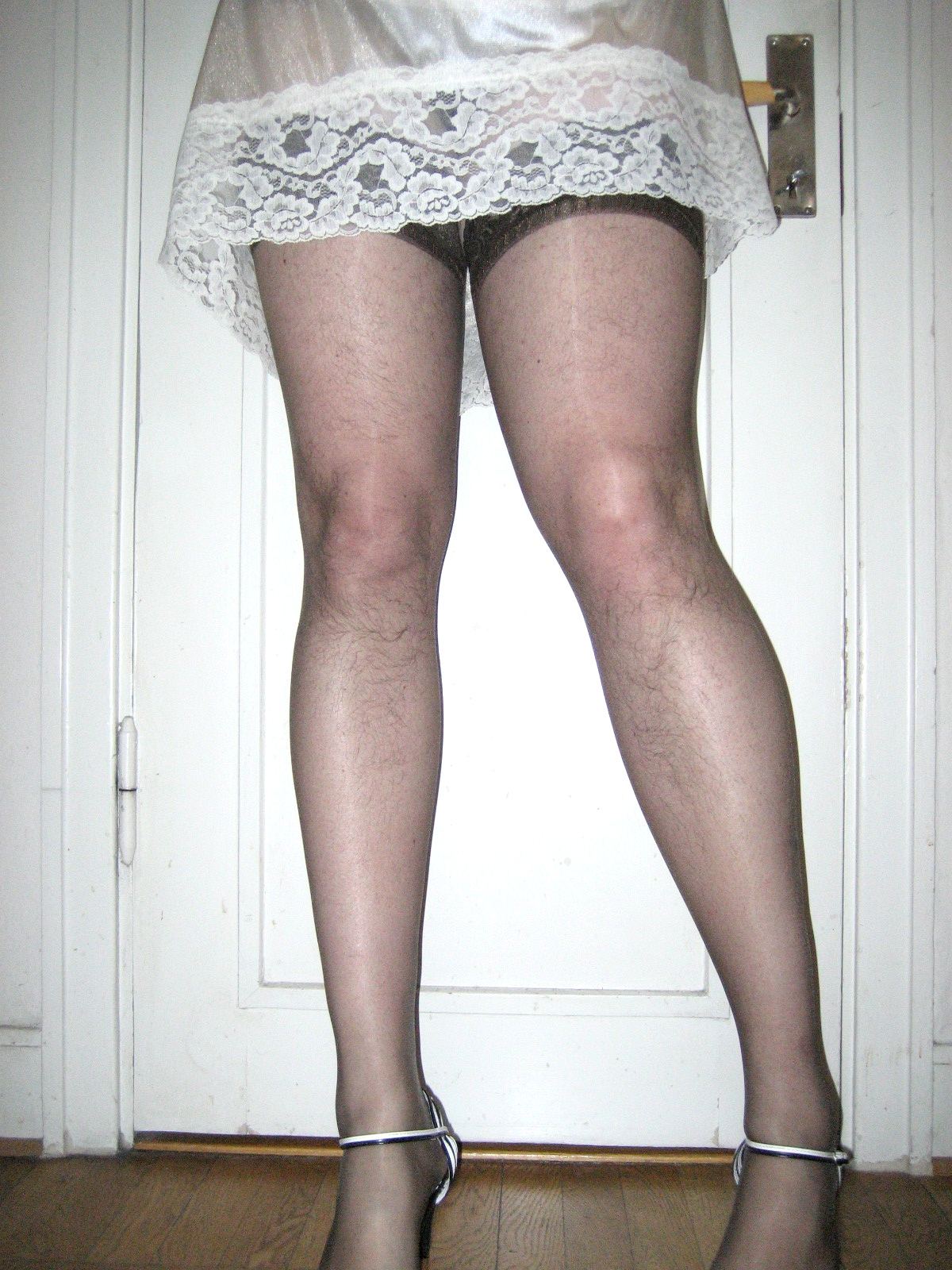
Fetichismo travestista

O travestismo fetichista ou fetichismo travéstico ou transvéstico é um tipo de fetichismo sexual que consiste no prazer sexual em vestir roupas típicas do sexo oposto (cross-dressing), com especial relevância da roupa interior. É considerado um transtorno psiquiátrico porque esse desejo necessariamente causa vergonha, ansiedade, frustração ou prejuízo importante na vida do indivíduo. Se um comportamento não causa problemas importantes não pode ser considerado transtorno psiquiátrico.
Não confundir com disforia de gênero que é sofrer por identificar-se com o sexo oposto. Também não se trata de homossexualidade que é sentir atração por pessoas do mesmo sexo e não é um transtorno psiquiátrico.

## Sintomas
Alguns homens com esse fetiche possuem roupas femininas como calcinhas, camisolas, babydolls, vestido de noiva, salto alto, sutiãs, lingerie, meia-calça, sandálias e botas femininos. Eles podem se vestir com essas roupas femininas, tirar fotos de si mesmos, se masturbar ou contratar profissionais do sexo para viver suas fantasias.
A medida que o fetiche é realizado, os impulsos eróticos são reforçados e se tornam mais fortes, o desejo de repetir aumenta e a necessidade por reprimir esse desejo causa problemas na vida do indivíduo. Para algumas pessoas, esses desejos começam como simples curiosidade que vão cada vez mais longe e se tornam mais frequentes até se tornar um pensamento obsessivo ou um comportamento impulsivo.
Em um estudo de Prince (1972) com 504 homens com esse fetiche: 64% eram casados, 75% tinham filhos e 80% das esposas sabiam desse fetiche, mas apenas 50% os aceitavam. Metade dos homens usavam roupa íntima feminina, inclusive durante o dia por baixo da roupa masculina.
Em uma entrevista da empresa Style Compare feita em 2017 com 2.000 britânicos de ambos sexos, 17% dos homens confessaram já ter usado a roupa interior de sua parceira. Metade das mulheres entrevistas relataram considerar as cuecas e calças masculinas mais confortáveis e 14% dos entrevistados revelaram compartir todas suas roupas com seu(sua) parceiro(a).

## Diagnóstico
Na classificação antiga (DSM 4 e CID-10) um dos critérios era ser um homem heterossexual, mas na nova classificação DSM-5, existem apenas dois critérios:
- Indivíduos devem ser sexualmente excitados pelo ato de se travestir por mais de 6 meses.
- indivíduos devem experimentar sofrimento significativo ou prejuízo social ou ocupacional por causa desse comportamento.

## Tratamento
A terapia comportamental envolve debater com o paciente quais estímulos aumentam seu fetiche, quais problemas ele causa, porque esse desejo causa sofrimento e a planejar como obter satisfação sexual com menor prejuízo para sua vida. Conseguir aceitar esse desejo, se sentir aceito e realizar suas fantasias sem culpa nem vergonha pode ser uma resolução satisfatória.
Quando existe um desejo obsessivo-compulsivo (pensamentos incontroláveis e impulsos frequentes) o uso de antidepressivos como fluoxetina, buspirona, sertralina e escitalopram já foram usados com sucesso. Porém esses sucessos foram apenas estudos de casos isolados, e nenhum fármaco foi estabelecido como primeira linha. Antidepressivos são amplamente usados para tratar transtornos de ansiedade.
A doutora em psicologia Peggy Rude escreveu vários livros sobre o tema: "Meu marido veste minhas roupas", Travestindo-se com dignidade,
, "Cross-dressers e aqueles que participam de suas vidas.